# Ilomantsi
Ilomantsi (šv. Ilomants) je obec v provincii Severní Karélie. Leží při ruských hranicích, její území má rozlohu 3 172,86 km² (z toho 401,96 km² tvoří vodní hladina) a obývá ji 6228 obyvatel (stav k 30. září 2007). Její východní část je nejvýchodnějším kontinentálním územím Evropské unie, východněji leží pouze Kypr (stav k říjnu 2007). Obec je jednojazyčná (finština) a má největší podíl pravoslavných ze všech finských obcí (k pravoslaví se zde hlásí cca 17 % obyvatel).